# 大狼毒
大狼毒（学名：Euphorbia jolkinii）为大戟科大戟属下的一个种。也称毛狼毒大戟、宾岛大戟、霞山大戟、台湾大戟、岩大戟。

## 外部連結
- 岩大戟內酯A Jolkinolide A（页面存档备份，存于） 中草藥化學圖像數據庫 (香港浸會大學中醫藥學院) （中文）（英文）